# MedRxiv
medRxiv（メドアーカイブ）は、健康科学に関する未発表の電子出版を配布するインターネットサイト。医学、臨床研究、及び関連する健康科学の分野における完成しているが未発表の原稿を読者に無料で配布している。これらの原稿は査読を受けておらず、サイトは、予備的な地位及びそのような原稿は臨床応用のために考慮されるべきではなく、確立された情報としてニュース報道するために頼るべきでないことを注意している。2019年にコールド・スプリング・ハーバー研究所(CSHL)のJohn InglisとRichard Sever、BMJ（医学書の出版社）のTheodora BloomとClaire Rawlinson、及びイェール大学のHarlan Krumholzにより設立された。サーバーはCSHLにより所有及び運用されている。
medRxivとその姉妹サイトであるbioRxivは、COVID-19に関する研究を普及するための主要な情報源となっている。
2020年2月以降、medRxivはPubMedのインデックスとなっている。